# Kubik
A Kubik Miskolc második legnagyobb stadionjának népszerű elnevezése, az MVSC sporttelepe.

## Adatok
A futballpálya a 2018-ban befejezett felújítás során vízelvezetéssel ellátott gyepszőnyeget kapott, lelátóján több mint 2000 ülőhelyet alakítottak ki és villanyvilágítással látták el. A lelátó elemei, a piros ülések a lebontott DVTK-stadionból kerültek ide. A labdarúgópálya körül 400 méteres salakos futópálya helyezkedik el, és a sporttelephez kézilabdapálya, teniszpályák, röplabdapálya is tartozik. Az épületkomplexumban két korszerű tornacsarnok, kajak-kenu tanmedence és dzsúdócsarnok segíti a sportolók versenyekre való felkészülését.